# Маркулешти
Маркулешти је град у Флорештком рејону, у Молдавији.